# Россия на «Евровидении-2007»
Выступление России на конкурсе песни Евровидение 2007, который проходил в столице Финляндии в городе Хельсинки было 11-м выступлением на Евровидении для России. Страну представляла группа «Серебро», для которой выступление на конкурсе было первым в карьере. Трио, исполнив песню «Song #1», заняло третье место, набрав 207 очков.

## Исполнитель
Группа «Серебро» состоит из трёх девушек. Главной вокалисткой является бывшая «фабрикантка» второго состава Елена Темникова. Другие две девушки — Ольга Серябкина и Марина Лизоркина (в 2009 году после ухода Марины из группы её заменила Анастасия Карпова).

## Национальный отбор
Исполнителя выбирала экспертная группа. После живых прослушиваний, прошедших 8 марта, группа «Серебро» была окончательно утверждена представителем России на конкурсе «Евровидение 2007». Это решение 10 марта в программе «Высшая лига» на Первом канале объявил один из членов экспертной группы Артур Гаспарян. Также рассматривались кандидатуры дуэта Александра Панайотова и Алексея Чумакова, групп «Город 312», «Банд’Эрос» и «Звери».

## Голосования
В финале России 12 баллов дали  Эстония, Белоруссия, Армения.
| Голоса за российского исполнителя | Голоса за российского исполнителя                                             |
| --------------------------------- | ----------------------------------------------------------------------------- |
| Оценка                            | Страны                                                                        |
| 12                                | Армения, Беларусь, Эстония                                                    |
| 10                                | Украина                                                                       |
| 8                                 | Греция, Израиль, Молдова, Турция                                              |
| 7                                 | Кипр, Грузия, Латвия, Сербия                                                  |
| 6                                 | Чехия, Германия, Венгрия, Великобритания, Ирландия, Литва, Мальта, Черногория |
| 5                                 | Болгария, Македония, Норвегия, Швеция                                         |
| 4                                 | Португалия, Испания                                                           |
| 3                                 | Андорра, Хорватия, Финляндия, Польша, Румыния, Словения                       |
| 2                                 | Босния и Герцеговина, Дания, Франция,                                         |
| 1                                 | Исландия                                                                      |
| 207                               | ИТОГ                                                                          |

| Голоса российских телезрителей | Голоса российских телезрителей |
| ------------------------------ | ------------------------------ |
| Оценка                         | Страна                         |
| 12                             | Белоруссия — 6 место           |
| 10                             | Армения — 8 место              |
| 8                              | Украина — 2 место              |
| 7                              | Грузия — 12 место              |
| 6                              | Молдова — 10 место             |
| 5                              | Сербия — 1 место               |
| 4                              | Болгария — 5 место             |
| 3                              | Словения — 15 место            |
| 2                              | Турция — 4 место               |
| 1                              | Румыния — 13 место             |